# Коледж соціальної комунікації Каспера Ліберу
Коледж соціальної комунікації Каспера Ліберу (порт. Faculdade de Comunicação Social Cásper Líbero, часто просто Cásper Líbero) — бразильський приватний інститут вищої освіти, розташований у місті Сан-Паулу. Інститут був заснований в 1947 році журналістом Каспером Ліберо та пов'язаний з Фондом Каспера Ліберо. Інститут пропонує курси з журналістики, радіо і телебачення, публічних відносин і туризму.